# 64-я армия
64-я а́рмия — оперативное войсковое объединение (общевойсковая армия) в составе РККА во время Великой Отечественной войны. Особо отличилась героической обороной Сталинграда.

## История
64-я армия первого формирования

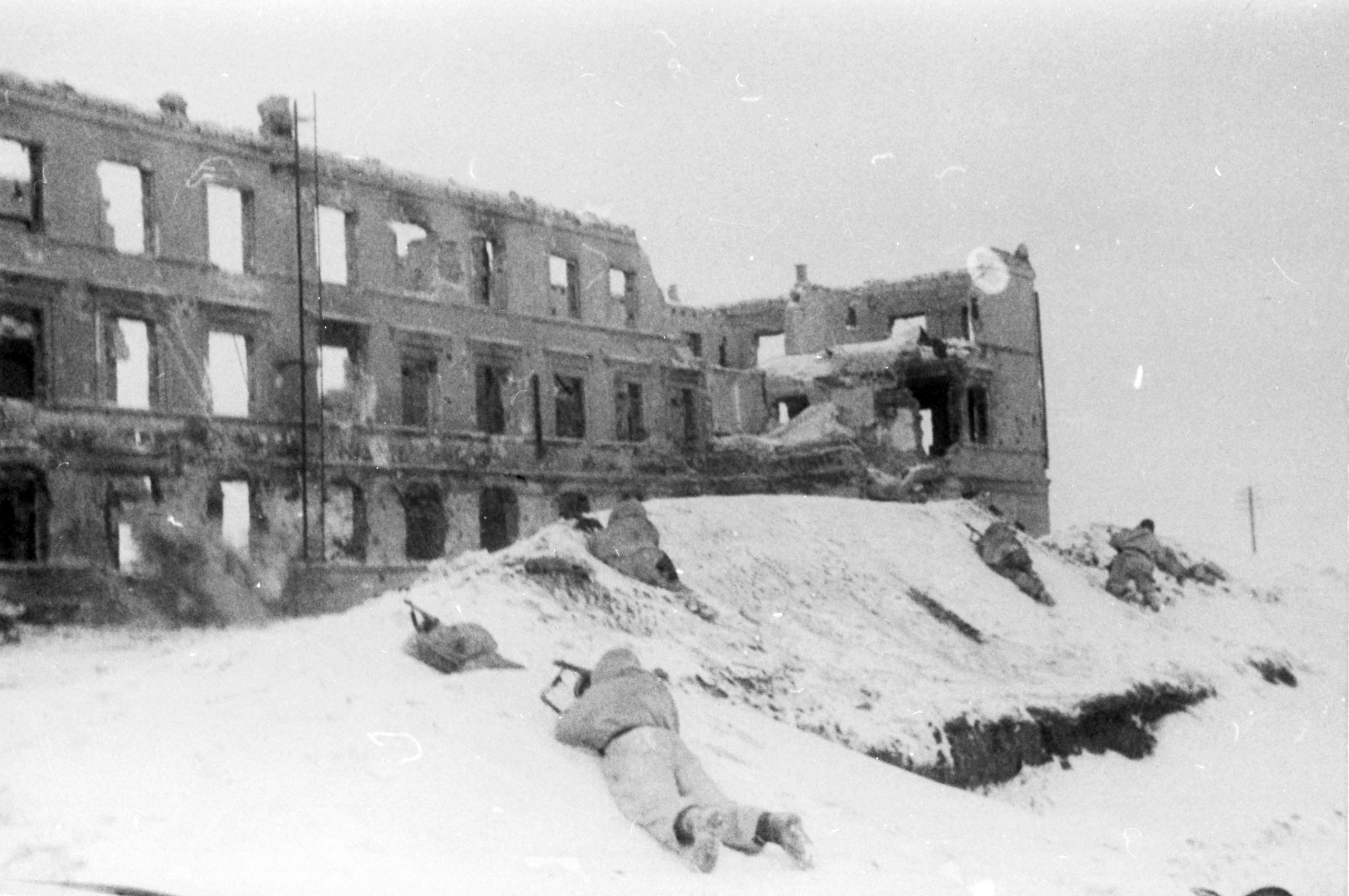
Бойцы 64-й армии ведут бой за дом в районе Сталинграда. 1942 г.

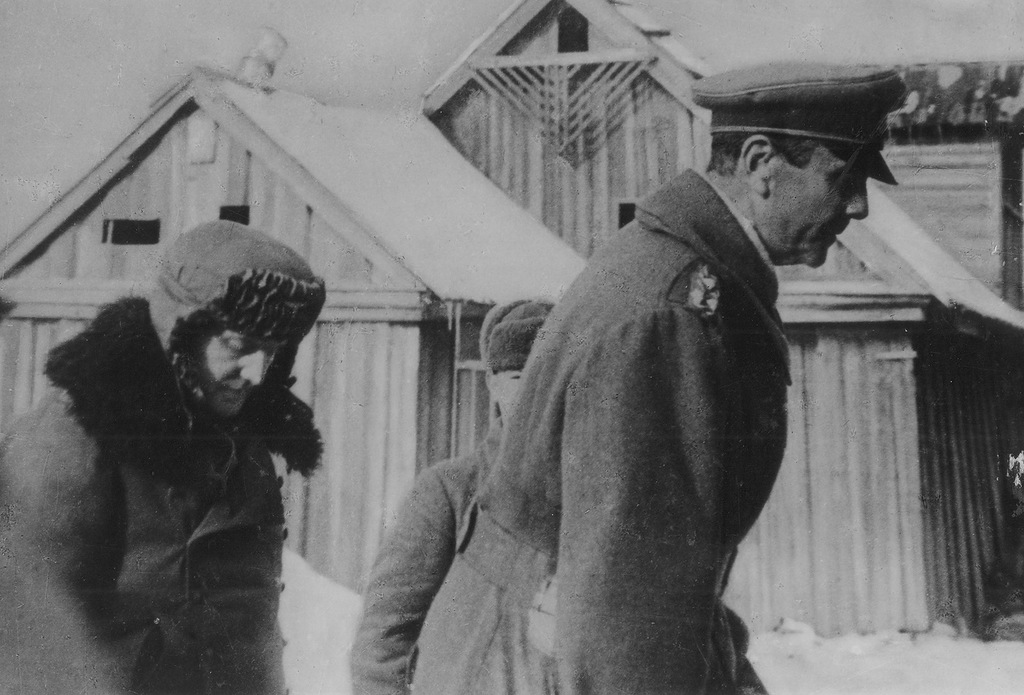
Пленного генерал-фельдмаршала Паулюса и его адъютанта конвоируют в штаб 64-й армии. Сталинград, 31 января 1943 г.

64-я армия начала формироваться 2 декабря 1941 года в городе Москва как 24-я армия. Приказом НКО № 170333 Ш/Ч от 26 апреля 1942 года 24-я армия переименована в 1-ю резервную армию.
10 июля 1942 года на основании директивы Ставки ВГК № 994103 Ш/т от 10 июля 1942 года 1-я резервная армия переименована в 64-ю армию. В неё вошли 18-я, 29-я, 112-я, 131-я, 214-я и 229-я стрелковые дивизии, 66-я и 154-я морские стрелковые, 137-я и 40-я танковые бригады, полки курсантов Житомирского, Краснодарского, 1-го и 3-го Орджоникидзевских военных училищ, ряд артиллерийских и других частей. 12 июля включена во вновь образованный Сталинградский фронт. Вела бои с авангардами 6-й армии на реке Цимле. В последующем соединения 64-й армии отражали наступление южной ударной группировки противника на рубеже Суровикино, Рычково и далее по левому берегу Дона.
В начале августа, в связи с угрозой прорыва 4-й танковой армии вермахта к Сталинграду с юго-запада, войска армии были отведены на внешний оборонительный обвод Сталинграда, где продолжали вести оборонительные бои. С 7 августа армия входила в Юго-Восточный (с 28 сентября Сталинградский 2-го формирования) фронт. В конце августа отражала атаки противника на среднем обводе, а в начале сентября была отведена на внутренний оборонительный обвод Сталинграда и закрепилась на рубеже Старо-Дубовка, Елхи, Ивановка, на котором вела упорные бои до 12 сентября. В дальнейшем её соединения и части обороняли юго-западную окраину и южную часть Сталинграда. После прорыва противником обороны Юго-Восточного фронта на стыке 62-й и 64-й армий и выхода его войск к Волге в районе Купоросное основные силы армии обороняли район южнее и юго-западнее Сталинграда, откуда систематически предпринимали контратаки и контрудары по флангу вражеской группировки, пытавшейся овладеть городом.
При переходе советских войск в контрнаступление армия наступала в составе главной ударной группировки Сталинградского фронта, в направлении Советский, Калач. 23 ноября вышла к реке Червлёной и в последующем вела боевые действия на внутреннем фронте окружения противника. С 1 января 1943 года в составе Донского фронта участвовала в ликвидации окружённой группировки немецких войск под Сталинградом. Воинами 64-й армии в Сталинграде 31 января 1943 года был взят в плен генерала-фельдмаршал Фридрих Паулюс с своим штабом.. После завершения Сталинградской битвы армия с 6 февраля 1943 года входила в группу войск под командованием генерал-лейтенанта К. П. Трубникова (с 27 февраля — Сталинградская группа войск), находившуюся в резерве Ставки ВГК. 1 марта передана Воронежскому фронту и в его составе вела оборонительные бои на реке Северский Донец в районе Белгорода.
1 мая 1943 года 64-я армия преобразована в 7-ю гвардейскую армию.

## Командный и начальствующий состав

### Командующие
- генерал-майор В.Н. Гордов ( ? - 21 июля 1942). Назначен командующим Сталинградским фронтом.
- генерал-лейтенант В. И. Чуйков (22 июля — 4 августа 1942). Отстранён от командования армией приказом командующего Сталинградским фронтом В. Н. Гордова[a]
- генерал-лейтенант (с 20 октября 1943 генерал-полковник) М. С. Шумилов (4 августа 1942 — 17 апреля 1943).

### Член Военного совета
- бригадный комиссар, с 20 января 1943 полковник, с 31 марта 1943 генерал-майор З. Т. Сердюк (22 июля 1942 — 17 апреля 1943)

### Начальники штаба
- полковник Н. М. Новиков (10 июля — август 1942)
- полковник А. И. Толстов (август — 7 сентября 1942)
- генерал-майор И. А. Ласкин (7 сентября 1942 — 17 апреля 1943).

### Начальник тыла
- генерал-майор Г. В. Александров.

### Заместители командующего по танковым войскам
- подполковник, с 04.08.1942 полковник Королёв В. Г., (17.07.1942 - 25.11.1942)
- полковник Семенюк М. А. (28.10.1942 - 18.12.1942)
- подполковник	Богданов А. А., (18.11.1942 - 01.05.1943, ид)

## Подчинение
С 12 июля 1942 года в составе Сталинградского фронта. С 1 января 1943 года в составе Донского фронта. После завершения Сталинградской битвы 64А с 6 февраля 1943 входила в группу войск под командованием генерал-лейтенанта К. П. Трубникова (с 27 февраля Сталинградская группа войск), находившуюся в резерве Ставки ВГК. С начала марта 1943 года в составе Воронежского фронта.

## Состав
- 36-я гвардейская стрелковая дивизия
- 29-я стрелковая дивизия (2-го формирования)
- 38-я стрелковая дивизия (2-го формирования)
- 126-я стрелковая дивизия (2-го формирования)
- 138-я стрелковая дивизия (1-го формирования)
- 214-я стрелковая дивизия (с 10.07.1942 по 11.08.1942), командир — генерал-майор Бирюков, Николай Иванович
- 157-я стрелковая дивизия (1-го формирования)
- 169-я стрелковая дивизия (1-го формирования)
- 66-я морская стрелковая бригада
- 154-я морская стрелковая бригада
- Краснодарское пехотное училище (с 24 июля 1942 переформирован в Краснодарский курсантский полк)
- Житомирское пехотное училище (с 24 июля 1942 переформирован в Житомирский курсантский полк)
- 1-е Орджоникидзевское пехотное училище (с 24 июля 1942 переформирован в 1-й Орджоникидзевское курсантский полк)
- 3-е Орджоникидзевское пехотное училище (с 24 июля 1942 переформирован в 3-е Орджоникидзевское курсантский полк)
- 118-й укреплённый район
- 594-й пушечный артиллерийский полк
- 156-й отдельный мостостроительный батальон
- 270-й стрелковый полк внутренних войск НКВД (25.07. — 1.09.1942), находясь в оперативном подчинении штаба войск НКВД по охране тыла, нёс службу заграждения в тылу 64-й армии[4].

### Состав на 20 ноября 1942 года
| - 7-й стрелковый корпус - 93-я стрелковая бригада (по состоянию на 11/11/42) - 4 стрелковых батальона (от 900 до 1000 чел.) - 1 пулемётный батальон - 1 миномётный дивизион - 1 артиллерийский дивизион (20 76.2-мм пушек) - 96-я стрелковая бригада (по состоянию на 11/11/42) - 4 стрелковых батальона - 1 пулемётный батальон - 1 миномётный дивизион - 1 артиллерийский дивизион (20 76.2-мм пушек) - 97-я стрелковая бригада (по состоянию на 11/11/42) - 4 стрелковых батальона - 1 пулемётный батальон - 1 миномётный дивизион - 1 артиллерийский дивизион (20 76.2-мм пушек) - 36-я гвардейская стрелковая дивизия - 104-й гвардейский стрелковый полк - 106-й гвардейский стрелковый полк - 108-й гвардейский стрелковый полк - 65-й гвардейский артиллерийский полк - 29-я стрелковая дивизия - 106-й стрелковый полк - 128-й стрелковый полк - 302-й стрелковый полк - 77-й артиллерийский полк - 38-я стрелковая дивизия - 29-й стрелковый полк - 48-й стрелковый полк - 343-й стрелковый полк - 214-й артиллерийский полк - 157-я стрелковая дивизия - 384-й стрелковый полк - 633-й стрелковый полк - 716-й стрелковый полк - 422-й артиллерийский полк | - 204-я стрелковая дивизия - 700-й стрелковый полк - 706-й стрелковый полк - 730-й стрелковый полк - 657-й артиллерийский полк - Приданы 64-й армии: - 66-я морская стрелковая бригада - 154-я морская стрелковая бригада - 20-я отдельная истребительная бригада (противотанковая) - Сводный курсантский полк Винницкого пехотного училища - 118-й укреплённый район - 13-я танковая бригада - 13-й танковый полк - 26-й механизированный полк - 56-я танковая бригада - 28-й отдельный дивизион бронепоездов - 186-й истребительно-противотанковый артиллерийский полк - 500-й истребительно-противотанковый артиллерийский полк - 507-й истребительно-противотанковый артиллерийский полк - 665-й истребительно-противотанковый артиллерийский полк - 3-й гвардейский тяжелый миномётный полк (2 батальона отделены) - 90-й гвардейский миномётный полк - 91-й гвардейский миномётный полк - 622-й зенитный артиллерийский полк - 1261-й зенитный артиллерийский полк - 328-й отдельный инженерный батальон - 329-й отдельный инженерный батальон - 330-й отдельный инженерный батальон |

## Награды
Десятки тысяч воинов 64 армии награждены орденами и медалями, а 10 из них присвоено звание Героя Советского Союза.

### Комментарии
1. ↑  28 сентября генерал-лейтенант В. Н. Гордов был отстранён от командования фронтом (отозван в резерв Ставки ВГК)

### Сноски
1. ↑  Память народа::Журнал боевых действий 7 гв. А. pamyat-naroda.ru. Дата обращения: 22 апреля 2018. Архивировано 22 апреля 2018 года.
2. ↑  Память народа::Боевой приказ штаба 64 А. pamyat-naroda.ru. Дата обращения: 22 апреля 2018. Архивировано 22 апреля 2018 года.
3. ↑  Макаров В. Г. «Он на меня произвёл впечатление затравленного зверя…» Рассказывают очевидцы пленения генерал-фельдмаршала Паулюса и его генералов. // Военно-исторический журнал. — 2018. — № 2. — С.27—28.
4. ↑  Лагодский С. А., Ржевцев Ю. П. Сталинград: Подвиг солдат правопорядка Архивная копия от 9 февраля 2023 на Wayback Machine. — М.: «Директ Медиа», 2017. — (без постраничной нумерации).
5. ↑  Russian Forces Stalingrad Area 20 November 1942 (Start of the Soviet Stalingrad Counteroffensive) (англ.). United States Army Combined Arms Center.. Дата обращения: 7 октября 2023. Архивировано 7 октября 2023 года.